# هادلي (ماساتشوستس)
هادلي (بالإنجليزية: Hadley, Massachusetts)‏ هي بلدة أمريكية تقع في الولايات المتحدة في مقاطعة هامبشاير (ماساتشوستس). يقدر عدد سكانها بـ 4,793 نسمة ومساحتها 64.0 كم2 وترتفع عن سطح البحر 39 متر.

## أعلام
- فريتز دان هانتينغتون
- ديف كارتر
- جورج ن. باركس
- تشارلز دوايت مارش
- روبرت إتش. أبيل